# Martinus van der Weijden
Martinus van der Weijden (ur. 1800 r., zm. 1826 r.) – holenderski ksiądz katolicki, prefekt apostolski Gujany Holenderskiej od 1826 r.
Pochodził z katolickiej rodziny holenderskiej. Po ukończeniu szkoły średniej rozpoczął studia teologiczne, które ukończył w 1825 r. otrzymując 9 sierpnia, święcenia kapłańskie. W lutym 1826 r. został wybrany prefektem apostolskim Gujany Holenderskiej. Zmarł w kilka miesięcy po objęciu urzędu - 14 października 1826 r.